# Khāʾ
Pour l’article homonyme, voir Kha.
Pour la lettre de l'alphabet cyrillique, voir Х.
Khā (en arabe : خَاء, ḫāʾ, khāʾ ou xāʾ, ou simplement خ) est la 7e lettre de l'alphabet arabe.
Sa valeur numérique dans la numération Abjad est 600.
Son caractère Unicode est 062E.